# Jecke
Jecke (auch Jekke, anglisierte Schreibweise Yekke, Singular: der Jecke, die Jeckete, Plural: die Jeckes oder Jekkes, Adjektiv: jeckisch) ist eine umgangssprachliche Bezeichnung der jiddischen Sprache vor allem für die deutschsprachigen jüdischen Einwanderer der 1930er-Jahre in Palästina und ihre Nachkommen in der heutigen Bevölkerung Israels. Darüber hinaus wurden auch deutschsprachige, in Westeuropa assimilierte Juden gelegentlich „Jecken“ genannt, in Abgrenzung zum Schimpfwort „Polacken“.

## Wertende Konnotationen
Es handelt sich um eine spöttische Fremdbezeichnung, die bereits bei vorhergehenden Einwanderungen ins Land gekommene Juden aus Osteuropa verwendeten, um Neuankömmlinge aus Deutschland und Österreich unter dem Gesichtspunkt ihrer Prägung durch deutsche Kultur zu charakterisieren, und mit der dann Stereotype wie Überheblichkeit, übertriebene Korrektheit und Gründlichkeit sowie mangelnde Anpassung an die sprachlichen und kulturellen Gegebenheiten ihrer neuen Umwelt assoziiert wurden. Von den „Jeckes“ selbst wurde sie teils als Beleidigung abgelehnt, teils als freundlich anerkennend gemeinter Spott geduldet und zunehmend dann auch als leicht ironische Selbstbezeichnung übernommen. Auf diese Ambivalenz geht auch Shlomo Erel ein, der aufzeigt, wie sehr deutsche Juden Gegenstand jüdischen Humors geworden sind.
Die ursprünglich auf Juden aus Deutschland und Österreich beschränkte Bezeichnung wurde in der Folge auch auf Einwanderer aus anderen ost- und mitteleuropäischen Ländern ausgedehnt, soweit sie sich deutscher Sprache und Kultur verbunden fühlten. Diese Entwicklung widerspiegelt sich auch im Namen des 1932 unter anderen durch Felix Rosenblüth gegründeten Einwandererverbandes deutscher Olim, der zunächst die Eigenbezeichnung Hitachduth Olej Germania (hebräisch הִתְאַחְדוּת עוֹלֵי גֶּרְמַנְיָה Hit'achdūt ʿŌlej Germanjah, deutsch ‚Vereinigung der Olim Deutschlands‘) führte, dann ab 1940 als Hitachdut Olej Germania we Austria (hebräisch הִתְאַחְדוּת עוֹלֵי גֶּרְמַנְיָה וְאוֹסְטְרִיָה Hit'achdūt ʿŌlej Germanjah we-Ōsṭrijah, deutsch ‚Vereinigung der Olim Deutschlands und Österreichs‘) auch österreichische Einwanderer namentlich anführte, bevor er ab 1943 dann Irgun Olej Merkas Europa (אִרְגּוּן עוֹלֵי מֶרְכַּז אֵירוֹפָּה Irgūn ʿŌlej Merkaz Ejrōpah, deutsch ‚Organisation der Olim Mitteleuropas‘) hieß, was alle Herkunftsgebiete jüdischer Deutschsprachiger einschließt.

## Etymologie
Die Etymologie des Wortes ist nicht sicher geklärt. Weit verbreitet ist die Herleitung aus dem deutschen Wort Jacke, mit der sich dann zwei verschiedene Erklärungsweisen verbinden. Nach der einen, die die Entstehung des Wortes erst in Palästina ansetzt, sollen deutsche Einwanderer als „Jacken(träger)“ gemeint sein, weil sie auch im heißen Klima ihrer neuen Heimat und bei der körperlichen Arbeit, die viele von ihnen unter Aufgabe ihrer früheren bürgerlichen Berufe ausüben mussten, Wert auf korrekte Kleidung legten und ihre Jacken nicht ablegten. Nach der anderen ist die Jacke als ein Kennzeichen der Assimilation an nicht-jüdische westeuropäische Kultur gemeint, durch das sie sich auch schon in Europa von den Trägern des traditionellen, besonders bei osteuropäischen und orthodoxen Juden üblich gebliebenen Kaftans unterschieden. Jecke wäre insofern ähnlich wie Krawattenjude eine Art Gegenbegriff zu dem Wort Kaftanjude, das besonders durch den antisemitischen Sprachgebrauch adaptiert und popularisiert wurde.
Gemäß einer anderen Erklärung ist Jecke herzuleiten von dem niederdeutschen, besonders durch den Kölner Karneval auch im Hochdeutschen weithin bekannten Wort Jeck (hochdeutsch Geck), „Narr“, das sich lautlich mit der Verkleinerungsform Jekl des Namens Ja[n]kev (Jakob) überkreuzt haben soll. In diesem Fall hätte man für Jecke vermittels der pejorativen Bezeichnungen jüdischer Personen als jiddisch Jekl, Jeklein, Jeke „(kleiner) Jakob“ eine wesentlich weiter, bis mindestens ins 16. Jahrhundert zurückzuverfolgende Wortgeschichte anzusetzen.
Hebräisch wird Jecke (יקה) auch scherzhaft als Akronym für „jehudi kashe havanah“ („begriffsstutziger Jude“) aufgelöst.

## Sonstiges
Der Pädagoge Israel Shiloni (ישראל שילוני, Hans Herbert Hammerstein, 1901–1996), der aus einer Familie des assimilierten Berliner Judentums stammte und vor der endgültigen Emigration nach Palästina vorwiegend in Frankfurt am Main, Bonn und Stettin tätig gewesen war, begann 1971 in Naharija mit dem Aufbau eines Museums zur Kultur des deutschen Judentums, dessen Sammlung er 1992 dem Industriellen Stef Wertheimer übertrug und die seither im „Tefen Open Museum“ Wertheimers (siehe Tefen-Skulpturengarten) unter dem Namen Museum des Deutschsprachigen Judentums Tefen eine neue Heimstatt fand. Durch eine Wanderausstellung, die das Tefener Museum in Verbindung mit dem Berliner Centrum Judaicum erstmals 2008 in Berlin unter dem Titel „Jeckes. Die deutsch-sprachigen Juden in Israel“ zeigte, wurde die Geschichte von Shilonis Sammlung auch in Deutschland einem größeren Publikum bekannt.

## Zitate
„Es ist übrigens merkwürdig, wie sich hier die Perspektive der Judenfrage tiefsinnig verändert. Die Deutschen empfanden die Juden als Fremde, und sogar ein Teil der Juden fühlte sich fremd in Deutschland. Hier aber empfinden die Juden, die in ihrer großen Mehrheit Ostjuden sind, die deutschen Juden als Fremde. Sie bemerken mehr Deutsches als Jüdisches an ihnen.“

„Jede Alijah (Einwanderungswelle) war wegen ihrer sonderbaren Gepflogenheiten ein wenig belächelt worden – doch keine mehr als die der Jeckes. Die deutschen Juden waren häufig Zielscheibe des allgemeinen Spotts. Die Erwachsenen brauchten sehr lange, bis sie die hebräische Sprache einigermaßen beherrschten, und sie wurden niemals ihren sehr starken deutschen Akzent los. Doch es war nicht nur die Sprache, es war auch die gewundene Höflichkeit so gut und streng erzogener Menschen – Männer, die ihre Hüte lüfteten, wenn sie guten Tag sagten, und der endlose Strom von ‚danke schön‘ und ‚bitte schön‘. Die Osteuropäer fanden dieses Verhalten lächerlich.“

„Ich bin halt eine reine Jeckete: Wenn ich sage, dass ich um zehn komme, dann bin ich zwei Minuten vor zehn da. Manchmal will ich gar nicht zwischen den ersten sein, bei einer Feier oder so, aber es gelingt mir nicht.“

„Was ist der Unterschied zwischen einem Jecke und einer Jungfrau? Jecke bleibt Jecke.“